# Bunurong
Die Bunurong waren ein Stamm der Aborigines in der Kulin-Allianz, die im zentralen südlichen Australien in Victoria lebte. Vor der europäischen Besiedlung waren die Kulin Jäger und Sammler. Sie wurden von den Europäern als Stamm des Western Port oder Port Philip tribe (deutsch: Port-Phillip-Stamm) bezeichnet und hatten in der Kulin-Allianz starke Beziehungen zu den Wurundjeri.
Das Land der Bunurong erstreckte sich entlang der nördlichen, östlichen und südlichen Küstenlinie von Port Phillip, der Mornington-Halbinsel, des Western Port und seiner zwei Hauptinseln bis zum Land südöstlich der Wilsons Promontory.

## Name
Der Name der Bururong wird auch Bunwurrung, Boonwerung, Bunurowrung, Boonoorong und Bururong geschrieben. Bururong kommt auch in weiteren Bezeichnungen vor, wie Bunurong Marine Park, Bunurong Memorial Park und in dem von den Bururong 2005 gegründeten Bunurong Land Council. Ferner führt ein Krake Octopus bunurong, der Südliche Weißfleckenkrake, ihren Namen.

## Geschichte

### Erste europäische Kontakte
Die Clan der Bunurong begegneten den Europäern früh, denn sie hatten als Küstenbewohner die Segelschiffe der Entdecker beobachtet, als diese an der Küste vorbeisegelten und anschließend bei Port Phillip und Western Port anlandeten. Erste Kontakte ergaben sich als Lieutenant Murray und seine Mannschaft im Februar 1801 auf der Lady Nelson zur Aufnahme von Frischwasser bei Sorrento ankerten, dem heutigen Stadtviertel von Melbourne. Sie tauschten argwöhnisch Speere und Steinbeile gegen Hemden, Spiegel und Stahläxte, bis die Briten den Tausch wegen Speerwürfen panisch beendeten und mit ihren Musketen feuerten und ihre Schiffskanonen auf fliehende Bunurong abfeuerten.
Im darauffolgenden Monat legte Captain Milius von der Baudin-Expedition auf dem französischen Schiff Le Naturaliste am Strand von Western Port an und es entwickelte sich nun eine wesentlich friedlichere Kontaktaufnahme.
Erst danach und in der Periode der britischen Entdeckung und Besiedlung befanden sich die Bunurong in einer langanhaltenden Auseinandersetzung mit den Gunai/Kurnai aus dem Gippsland. Der Konflikt entstand, so berichtete William Barak, weil zahlreiche Gunai sie überfielen und ihre Frauen entführten. Wegen derartiger Überfälle der Gunai war der Clan der Yowengerra bereits 1836 komplett vernichtet. Als die Bunurong am Carrum Swamp in den Jahren von 1833 bis kampierten, wurden etwa 60 bis 70 von ihnen durch Überfälle der Gunai getötet.

### Enteignung
Die erste britische Siedlung wurde im Oktober 1803 an der Sullivan Bay unter dem Kommando von David Collins nahe Sorrento gegründet. William Buckley, ein britischer Sträfling, floh aus dieser Siedlung und lebte mehr als 30 Jahre lang mit den Wada wurrung zusammen, bevor er mit weiteren Elders 1835 mit John Batman zusammentraf. Buckley berichtete  1836 George Langhorne:
„I frequently entertained them (the Wada wurrung), when sitting around the campfires, with accounts of the English People, Houses, Ships – great guns etc. to which accounts they would listen with great attention – and express much astonishment.“ (Deutsch: „Häufig unterhielt ich mich mit den Wada wurrung, wenn sie um ihre Lagerfeuer saßen und berichtete ihnen über das britische Volk, ihre Häuser und Schiffe - großen Kanonen etc. über die sie mit großer Aufmerksamkeit zuhörten und ihr großes Erstaunen zum Ausdruck brachten.“
Die Bunurong lebten hauptsächlich entlang der Küste von Port Phillip und Western Port, wo sie sich gegen Überfälle ihrer Camps durch Robbenjäger von 1809 bis 1833 wappneten, die gewaltsam in ihre Lager eindrangen, Männer töteten und Frauen entführten.  Darunter war Louisa Briggs, die in die Lager der europäischen Robbenfängern auf die Inseln in der Bass Strait entführt und in ihren Lagern als Sexsklavin gehalten wurde. Das gewaltsame Vorgehen der Robbenjäger führte zum Niedergang des wirtschaftlichen und sozialen Lebens der Wurundjeri und Bunurong.
James Fleming, einer der Männer von Charles Grimes, die auf dem Schiff Cumberland den Maryribynong River und Yarra River als auch den Dights Falls im Februar 1803 erkundeten, berichtete von Pockennarben der Aborigines, die er antraf. Diese waren ein Anzeichen dafür, dass eine Pockenepidemie die Aboriginesstämme um Port Phillip vor 1803 dezimierte.:S. 24 Der Autor Richard Broome schätzt, dass zwei Pockenepidemien die Population der Kulin-Stämme möglicherweise um die Hälfte in den 1790er Jahren und 1830 reduziert haben. Die Wurundjeri geben diese Krankheit in ihrer mündlichen Überlieferung als Mindye weiter. Diese Krankheit erzeugte die Regenbogenschlange, die aus dem Nordwesten weiße Partikel zischend aussandte und diese gegen diejenigen richtete, die böse Taten vollbrachten und sie krank machten, wenn sie sie inhalierten.
Eine besonders bemerkenswerte Person in der Zeit der europäischen Besiedlung von Victoria war Derrimut, ein Elder, der die frühen Europäer im Oktober 1835 über einen geplanten Angriff der Woiwurrung informierte. Die Kolonisten bewaffneten sich und wehrten den Angriff ab. Benwod und Billibellary von den Wurundjeri schützten auch die Kolonisten als Bestandteil ihrer Gastfreundschaft. Derrimut wurde später sehr desillusioniert und starb im Benevolent Asylum im Alter von 54 Jahren im Jahr 1864.  Einige Kolonisten errichteten zu seiner Ehre einen Grabstein auf dem Melbourne General Cemetery.
1839 waren die Bunurong von mehr als 300 Menschen vor der britischen Besiedlung auf 83 Menschen reduziert worden, davon waren nur noch 4 von 19  Kindern unter vier Jahren alt. 1850 schätzte der Protector of Aborigines William Thomas die Anzahl der Bunurong auf 28 Menschen.
1852 erhielten Boonwurrung 340 Hektar Land am Mordialloc Creek und die Woiwurrung 782 Hektar entlang des Yarra River bei Warrandyte. Diese Reservate wurden nie von Weißen betreten und bildeten keine Dauercamps, aber sie dienten als Depots und zur Verteilung von Lebensmitteln und Decken in der Absicht die Aborigines von der Siedlung Melbournes fernzuhalten. Der Aboriginal Protection Board hob die beiden Reservate von 1862 bis 1863 mit der Begründung auf, dass sie zu nah an Melbourne liegen würden.
Im März 1863, nach drei Jahren, führten die noch lebenden Führer der Kulin, unter ihnen Simon Wonga und William Barak, darunter vierzig Wurundjeri, Taungurong vom Goulburn River und die Bunurong über den Pfad Black Spur – heute eine Straße zwischen Healesville und Marysville – an ihren traditionellen Lagerplatz am Badger Creek bei Healesville und reklamierten ihr Eigentum. Auf diesem Ort wurde später die Coranderrk Aborigines-Missionsstation errichtet, die 1924 aufgegeben wurde und das Pflegepersonal anschließend an den Lake Tyers in Gippsland ging.

## Struktur, Grenzen und Landnutzung
Es gab sechs Aborigines-Gemeinschaften, die gemeinsames Land besaßen und durch kulturelle und gemeinsame Interessen, Totems, Handelsinteressen und Heiratsregeln verbunden sind. Verbunden mit dem Land und Ressourcen beschränkten die Birrarung und andere Clans ihre Ressourcen im Sinne von Nachhaltigkeit. Beispielsweise, wenn ein Fluss oder Bach außerhalb der regulären Fischfangzeiten oder durch starkes Befischen wenig Fische führte, limitierte der Clan das Befischen bis sich der Bestand erholt hatte. Während dieser Zeiten wurden andere Nahrungsressourcen genutzt. Das sicherte den substanzvollen Erhalt von Ressourcen. In den meisten Kulingebieten wurden Verstöße durch Durchreisende mit Speerwürfen bestraft. Heute sind diese Regeln nicht mehr gültig, denn die traditionellen Clangebiete, Sprachgruppen und Grenzen sind nicht mehr existent und die Nachkommen der Wurundjeri leben in der modernen Gesellschaft Australiens.

### Clans
Es ist allgemein anerkannt, dass vor der europäischen Besiedlung sechs Stämme existierten, jeder mit einem Arweet, einer Art Stammesführer.
- Der Clan der Yalukit-Willam besaß einen Küstenstreifen von Werribee bis Williamstown um den Mordialloc Creek
- Der Clan Mayone-Bulluk besaß ein Gebiet von der Spitze der Mornington Peninsula bis zum Kopf von Western Port
- Ngaruk-Willam-Clan: Ihr Land reichte von Dandenong über das Gebiet von Mordialloc.
- Yallock-Bullock-Clan: Ihr Land erstreckte sich vom Bass River bis zur Ostseite von Western Port
- Burinyung-Ballak-Clan: Ihr Gebiet ist nicht bekannt
- Der Yowenjerre-Clan besaß die östlichste Seite des Landes der Bunurong

### Land der Aborigines
Das Land der Bunurong war, als es der Kulin-Allianz gehörte, ein sogenanntes marr ne bek oder excellent country (deutsch: exzellentes Land) bekannt und es bot Nahrungsmittel im Überfluss. Als Abkömmling vom Lohan waren die Kulin Verwalter dieses exzellenten Landes. Die Kulin nahmen deshalb an, dass dieser Überfluss auch für andere Clans zur Verfügung steht und unterzogen sich deshalb einem speziellen Ritual, um anderen den Zutritt und Nutzung ihres Landes erlauben.

## Religion
Die Bunurong hatten die gleiche Glaubensvorstellung wie die anderen Kulin, basierend auf der Schöpfungsgeschichte, die als Traumzeit bekannt ist und zurück bis in die vorgeschichtliche Zeit reicht als die Schöpfungsfiguren den ersten Menschen auf ihren Reisen schöpferisch und namensgebend begegneten. Ihre indigenen traditionellen und religiösen Wertvorstellungen basierten auf der Verehrung des Landes und im Glauben an die Traumzeit.
Die Traumzeit ist eins mit der Schöpfungsgeschichte und zeigt sich bis in der heutigen Realität. Es gab in Australien zahlreiche unterschiedliche indigene Gruppierungen, jede mit ihrer individuellen Kultur, Glaubensstruktur und Sprache. Diese Kultur überlappte sich in einem größeren oder kleineren Ausmaß und sie entwickelte sich über die Zeiten hinweg. Die zwei verwandten Totems der Wurundjeri sind der Bunjil, der Keilschwanzadler und die Waarn, die Krähe.

### Geschichten der Traumzeit
- Bunjil & Pallian Creation Story: Bunjil ist der Schöpfungsgeist der Kulin.
- Birrarung Creation Story beschreibt die Bildung an den Birrarung River.
- Waarn ist der Beschützer der Wasserwege der Bunurong.

## Berühmte Bunurong
- Derrimut (1810–1864), war ein Elder der Bunurong, der mit den Wurundjeri verbündet war